# Tammerfors stadion
Tammerfors stadion (finska: Tampereen stadion), även kallat Ratina stadion (fi: Ratinan stadion), är ett fotbolls- och friidrottsstadion i Tammerfors i Birkaland. Arenan används emellanåt som hemmaplan av Finlands landslag och har tidigare varit hemmaarena för såväl Ilves som den nu nedlagda föreningen Tampere United. Med sina 16 800 sittplatser är Tammerfors stadion den näst största fotbollsarenan i Finland, efter Helsingfors Olympiastadion.

## Arenarekord
Ilves är innehavare av såväl det finländska publikrekordet för Europacupspel som publikrekordet för Tipsligan. Rekordet för Europacupspel noterades när Ilves mötte Turinlaget Juventus den 19 september 1984, då 24 873 tog sig till stadion. Ligarekordet noterade Ilves den 9 oktober 1983, då Karlebylaget KPV kom på besök.

## Evenemang på Tammerfors stadion
Musikkonserter och speedway har arrangerats på stadion. Publikkapaciteten vid konserter är 32 000.

### Olympiska sommarspelen 1952
På Tammerfors stadion spelades fem matcher under 1952 års oympiska fotbollsturnering.

### Europamästerskapet i fotboll för damer 2009
Det spelades fyra gruppspelsmatcher, en kvartsfinal och en semifinal under 2009 års fotbolls-EM för damer.

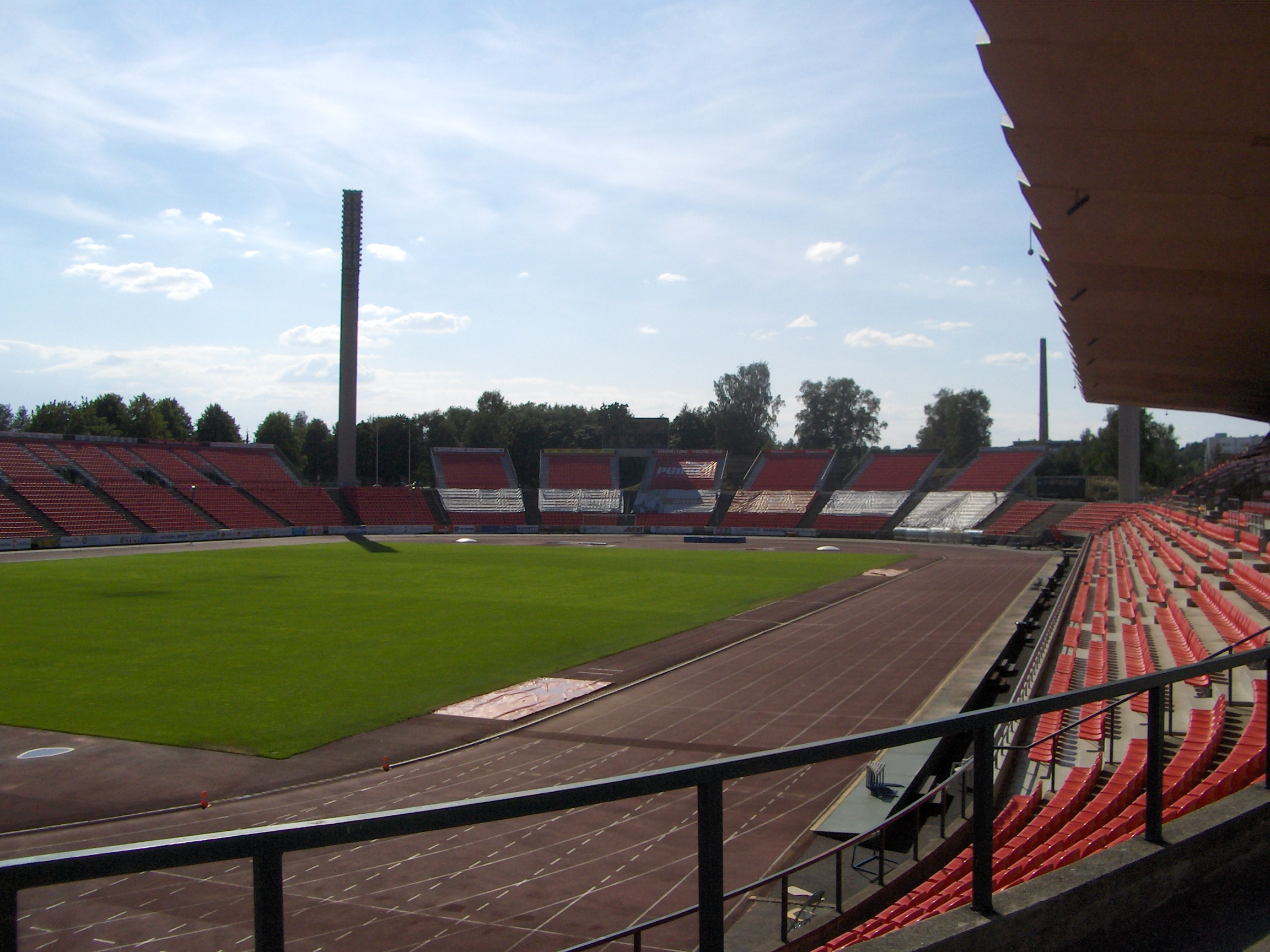
Löpbanan på Ratina Stadion.